# In This World
In This World (lit. ‘En aquest món’) és una pel·lícula britànica de 2002 dirigida pel cineasta Michael Winterbottom. La pel·lícula, rodada en format de documental, se centra en la vida de Jamal Udin Torabi i Enayatullah, dos joves refugiats afganesos que abandonen un camp de refugiats de Pakistan a la recerca d'una millor vida a Londres. El seu viatge clandestí cap a Europa esdevé en una odissea interminable plena de perills i en la qual han de fer front a suborns i contrabandistes per tal d'aconseguir el seu objectiu final.
La pel·lícula va guanyar l'Os d'Or de la 53a edició del Festival Internacional de Cinema de Berlín.

## Argument
L'adolescent Jamal viu al camp de refugiats de Shamshatoo, 30 km al sud-est de la ciutat pakistanesa de Peshawar.
Peshawar és una de les ciutats amb més refugiats de tot el món. Més d'un milió de persones viuen en camps de refugiats, la majoria d'elles procedents de l'Afganistan. Les primeres fluctuacions d'immigrants van començar el 1979, després que la Unió Soviètica ataqués Pakistan.
La família d'Enayat vol garantir un futur millor al seu fill, que treballa en un comerç de productes electrònics en un basar, i decideix enviar-lo a uns parents que habiten a Londres. Gràcies als seus bons coneixements d'anglès, el seu amic Jamal, de 16 anys i orfe, aconsegueix apuntar-se també al viatge.
El dos joves compren dos bitllets amb destinació a Londres a un traficant il·legal de persones que, a través d'una xarxa clandestina de tràfic els garanteix arribar a Europa sense passaport ni visa.
Anualment, dos milions de persones a tot el món posen la seva vida a mans de bandes de tràfic il·legal de persones, les quals de la desesperada necessitat dels refugiats en fan un rendible negoci.
Jamal i Enayat inicien el seu viatge pujant a la plataforma de càrrega de camions i prenent autobusos en direcció cap a l'Iran però a la frontera, es topen amb un control de policia que els descobreix i els envia de nou cap al Pakistan. En un segon intent, aconsegueixen per fi travessar la frontera, després d'haver pagat repetidament a traficants.
Passat Teheran i arribats a un petit poble fronterer amb Turquia, els dos joves travessen a peu la muntanyosa i intricada regió que separa els dos països. Una família de refugiats iranians que pretén arribar a Dinamarca els ajuda a prosseguir el viatge fins a Istanbul, on els dos joves interrompen algunes setmanes la marxa per posar-se a treballar en una fàbrica metal·lúrgica.
Un nou traficant els facilita una plaça tancats dins un container d'un camió que embarca en un ferri amb direcció cap a la ciutat italiana de Trieste. El recipient hermètic el comparteixen amb la coneguda família de refugiats iranians i altres immigrants. Això no obstant, només Jamal i el nadó de la família aconsegueixen de sobreviure al mortal viatge de 40 hores de durada, ja que tota la resta de refugiats –Enayat inclòs- moren per asfíxia.
Mentre la policia de duanes s'ocupa del nadó, Jamal aprofita per escapar-se i viu clandestinament a Itàlia fins que a base de vendre polseres i de cometre petits furts aconsegueix de reunir prou diners per pagar-se un bitllet cap a París.
A Sangatte, Jamal és ingressat a un centre d'acollida d'immigrants il·legals, del qual aconsegueix escapar amb l'ajuda de Yussuf, un altre immigrant amb més experiència que ell a Europa.
Seguidament, prossegueix el viatge cap a la Gran Bretanya amb l'Eurostar i, quan després de més de quatre mesos aconsegueix finalment plantar-se a Londres, telefona de seguida a la família d'Enayat, que s'interessa per l'estat del seu fill. La resposta de Jamal, amb un "ja no és a aquest món", és resposta amb un profund silenci des de l'altre costat de la línia.
La petició d'asil de Jamal és rebutjada per les autoritats, que només li ofereixen un visat fins que compleixi la majoria d'edat.

## Premis i nominacions

### Premis
- 2003. Os d'Or del Festival Internacional de Cinema de Berlín
- 2003. Premi del Jurat Ecumènic de la Berlinale
- 2003. Premi de la Pau de la Fundació Heinrich-Böll a Berlinale
- 2003. Premi British Independent Film a la millor producció
- 2004. BAFTA a la millor pel·lícula de parla no anglesa
- Premi Noruec de Cinema Pacífic del Festival Internacional de Cinema de Tromso (Tromsø Internasjonale Filmfestival) 2004[2]

### Nominacions
- 2004. BAFTA a la millor pel·lícula britànica